# Brookfield (North Yorkshire)
Brookfield – dzielnica miasta Middlesbrough, w Anglii, w North Yorkshire, w dystrykcie (unitary authority) Middlesbrough. Leży 4,9 km od centrum miasta Middlesbrough, 64,9 km od miasta York i 345,1 km od Londynu. W 2011 roku dzielnica liczyła 5712 mieszkańców.